# Рагби 15 репрезентација Белгије
Рагби јунион репрезентација Белгије је рагби јунион тим који представља Белгију у овом екипном спорту. Први меч у историји Белгија је играла против Холандије 1932. и било је нерешено 6-6. Белгија се такмичи у дивизији 2Б - Куп европских нација. Дрес Белгије је црне боје, а капитен је Томас Демолдер. 

## Тренутни састав
Венде Норман
Диенст Томас
Масими Џулијен
Максим Џадот
Веј Џероме
Дебати Кристоф
Хендрик Пјер
Хеншир Џулијен
Били Бертранд
Епе Денис
Нил Ендру
Џулијен Бергер
Вилијамс Алан
Фиеро Карлос
Ков Џероме
Торфс Џинс
Ганс Себастијан
Де Молдер Мајкл
Де Молдер Томас
Андре Тибаут